# L'Auberge de la Jamaïque
L'Auberge de la Jamaïque (Jamaica Inn) est un roman policier, doublé d'un roman d'aventures, de l'écrivaine britannique Daphne du Maurier, publié en 1936.
L'action se passe à l'Auberge de la Jamaïque en Cornouailles. L'Auberge de la Jamaïque est un ancien relais de poste sur la grand-route qui mène à Penzance en Cornouailles anglaises. Bâti en 1750, et classé monument historique depuis 1988, c'était un notoire repaire de contrebandiers. Daphné Du Maurier, qui y séjourna à l'été 1935, en a fait le quartier général d'une bande de naufrageurs, assurant ainsi la renommée de l'endroit qui est devenu une attraction touristique très courue.

## Résumé
À la mort de sa mère, à l'approche du solstice d'hiver, Mary Yellan doit quitter Helford pour aller vivre chez sa tante Patience, la femme du tenancier de l'auberge de la Jamaïque, Joss Merlyn, grand contrebandier redouté de tous, voire naufrageur, malgré l'absence de preuves suffisantes contre lui pour l'appréhender. D'étranges événements se produisent la nuit, et Mary, lentement, découvre qu'elle et sa tante courent un terrible danger.
Joss Merlyn est un homme brutal et fruste, dont les activités vont bien au-delà de la simple contrebande : il est à la tête d'une équipe de naufrageurs qui ne reculent pas devant le meurtre des marins miraculeusement rescapés pour s'assurer qu'il n'y aura aucun témoin de ses crimes. Elle croit compter sur l'aide d'un religieux qui la ramène une fois à l'auberge lorsque, surprise par une tombée rapide de la nuit, elle se perd dans la lande, en tentant de suivre son oncle.
Mais c'est lui le véritable « cerveau », vicaire de la paroisse d'Altarnun, albinos inquiétant et doucereux, qui organisait l'écoulement des marchandises pillées et que personne, en ce début de XIXe siècle, n'ose soupçonner. Dans l'église Sainte-Nonne d'Altarnun, Mary découvre sa peinture d'un tableau dans lequel il se représente en loup et les autres membres de sa congrégation avec des têtes de mouton.
Ce point a posé un problème lors de l'adaptation cinématographique pour l'exploitation aux États-Unis où le code de censure interdisait de montrer un prêtre criminel.
La fin du roman est cependant moins sombre : Mary s'éprend de Jem Merlyn, le jeune frère de Joss. Ce garçon, d'un naturel joyeux et insouciant, n'est qu'un vague comparse de la bande et vit de vols de chevaux. Elle part avec lui pour vivre une vie d'aventures, malgré ses avertissements quant à son mauvais caractère.

## Adaptations
Au cinéma
- 1939 : La Taverne de la Jamaïque (Jamaica Inn), film britannique de Alfred Hitchcock

À la télévision
- 1983 : Jamaica Inn (en), mini-série de Lawrence Gordon Clark
- 1995 : L'Auberge de la Jamaïque, téléfilm de Gilles Béhat
- 2014 : Jamaica Inn (en), (mini-série) en 3 épisodes de Philippa Lowthorpe